# Fähnchen-Falterfisch
Der Fähnchen-Falterfisch (Chaetodon auriga) ist eine Art aus der Familie der Falterfische. 
Der Fähnchen-Falterfisch erreicht eine Länge von 18 bis 20 Zentimeter. Er lebt in 1 bis 10 Meter Tiefe im Roten Meer und im Indopazifik von der Küste Ostafrikas bis zu den Marquesas.
Der Fisch hat einen hochrückigen, seitlich abgeflachten Körper. Wie für viele Falterfische typisch hat auch der Fähnchen-Falterfisch im hinteren Bereich der Rückenflosse einen auffälligen, schwarzen Augenfleck. Dieser Augenfleck ist eine Angepasstheit an optisch orientierte Fressfeinde. Raubfische fokussieren sich bei der Verfolgung ihrer Beutefische häufig auf deren Augen und werden so in Hinblick auf deren Fluchtrichtung getäuscht. Ein schwarzer Streifen tarnt dabei das Auge. Den Fähnchen-Falterfischen aus dem Roten Meer fehlt der Augenfleck. Sie wird von einigen Wissenschaftlern als eigene Unterart Chaetodon auriga auriga beschrieben. Die Tiere aus dem Indopazifik sind dann die Unterart Chaetodon auriga setifer.
Fähnchen-Falterfische ernähren sich von den Polypen der Stein- und Weichkorallen, Borstenwürmern, Algen, kleinen Krebstieren und Schnecken.